# Coupe européenne masculine de handball 2024-2025
Navigation
2023-2024 2025-2026
La saison 2024-2025 de la Coupe européenne masculine de handball est la 5e édition de la compétition sous ce nom et ce format. Elle fait suite à la Coupe Challenge et constitue en ce sens la 32e édition de la compétition organisée par l'EHF.

## Présentation

### Formule
Du premier tour à la finale, elle se déroule en matchs aller-retour à élimination directe. Jusqu'aux quarts de finale inclus, les adversaires peuvent convenir de disputer les deux matchs au même endroit lors du même week-end.
Pour chaque double confrontation, l'équipe qui a marqué le plus de buts sur la somme des deux matchs est qualifiée pour le tour suivant. En cas d'égalité, c'est l'équipe qui a marqué le plus de buts lors du match à l'extérieur. Si les équipes sont encore à égalité, elles disputent une séance de tirs au but.
Pour chaque tour, des qualifications jusqu'au huitièmes de finale, l'EHF fixe des têtes de série avant le tirage au sort. En revanche, à chaque tour, deux clubs d'un même pays peuvent se rencontrer.

### Participants
| SG Handball Vienne-Ouest | UHK Krems               | Azeryol HC              | HC Baki                 | HC Visé BM               |
| Achilles Bocholt         | RK Gračanica            | RK Borac Banja Luka     | RK Izviđač Ljubuški     | Anórthosis Famagouste    |
| Parnassos Strovolou      | HK Město Lovosice       | HC ROBE Zubří           | SKKP Handball Brno      | Põlva Serviti            |
| Raasiku/Mistra           | H71 Tórshavn            | Vestmanna IF            | BK-46 Karis             | Riihimäen Cocks          |
| Olympiakos HC            | PAOK Salonique          | AEK Athènes             | London GD Handball Club | Haukar Hafnarfjörður     |
| Yuvalim Holon HC         | Pallamano Junior Fasano | SSV Brixen Handball     | KH Rahoveci             | KH Besa Famgas           |
| ZRHK Dobeles Tenax       | VHC Šviesa              | HC Klaipėda Dragūnas    | HC Berchem              | Handball Esch            |
| RK Lovćen Cetinje        | HV KRAS/Volendam        | HV Hurry-Up             | RK Alkaloid             | GRK Ohrid                |
| ØIF Arendal              | IL Runar                | CS Minaur Baia Mare     | AHC Potaissa Turda      | HC MŠK Považská Bystrica |
| RK Celje                 | MRK Krka                | RK Metaloplastika Šabac | RK Partizan Belgrade    | RK Dinamo Pančevo        |
| Pfadi Winterthur         | Beşiktaş JK             | Beykoz BSK              | HC Motor Zaporijjia     |                          |

| HC Fivers Margareten    | RK Leotar          | RK Sloboda Tuzla     | RK Porec         | Viljandi HC     |
| Bianco Monte Drama 1986 | AC Diomidis Argous | Pallamano Conversano | Handball Sassari | SC Merano       |
| KH Kastrioti            | HC Granitas Kaunas | HC Amber             | HB Dudelange     | Drammen HK      |
| GRK Tikveš              | CSM Bucarest       | RK Jeruzalem Ormož   | Spor Toto SK     | Köycegiz BLD SK |

## Résultats

### Premier tour
Les matchs aller se déroulent les 14 et 15 septembre 2024 et les matchs retour une semaine plus tard, les 20 et 21 septembre 2024.
| Équipe 1                | Score   | Équipe 2          | Aller   | Retour  |
| ----------------------- | ------- | ----------------- | ------- | ------- |
| Viljandi HC             | 48 – 71 | CSM Bucarest      | 24 – 35 | 24 – 36 |
| Köycegiz BLD SK         | 65 – 66 | RK Leotar         | 37 – 33 | 28 – 33 |
| RK Jeruzalem Ormož      | 67 – 54 | Granitas Kaunas   | 32 – 26 | 35 – 28 |
| Bianco Monte Drama 1986 | 57 – 53 | GRK Tikveš        | 31 – 27 | 26 – 26 |
| KH Kastrioti            | 58 – 61 | Sloboda Tuzla     | 30 – 29 | 28 – 32 |
| HC Conversano           | 58 – 81 | Drammen HK        | 31 – 43 | 27 – 38 |
| Vilniaus HC Amber       | 49 – 57 | Fivers Margareten | 27 – 35 | 22 – 22 |
| SC Merano               | 54 – 64 | Diomidis Argous   | 24 – 35 | 30 – 29 |
| HB Dudelange            | 74 – 75 | Handball Sassari  | 36 – 36 | 38 – 39 |
| Spor Toto SK            | 52 – 61 | RK Poreč          | 26 – 32 | 26 – 29 |

### Deuxième tour
Les matchs aller se déroulent les 14 et 15 octobre 2023 et les matchs retour une semaine plus tard, les 21 et 23 octobre 2023.
| Équipe 1              | Score   | Équipe 2                | Aller   | Retour  |
| --------------------- | ------- | ----------------------- | ------- | ------- |
| H71 Tórshavn          | 63 – 74 | SSV Brixen Handball     | 33 – 40 | 30 – 34 |
| Vestmanna IF          | 56 – 59 | SG Vienne-Ouest         | 22 – 29 | 34 – 30 |
| HC Visé BM            | 51 – 63 | Diomidis Argous         | 21 – 26 | 30 – 37 |
| HV Hurry-Up           | 48 – 61 | Põlva Serviti           | 21 – 25 | 27 – 36 |
| Handball Sassari      | 66 – 71 | Izviđač Ljubuški        | 38 – 39 | 28 – 32 |
| Pfadi Winterthur      | 53 – 46 | Sloboda Tuzla           | 24 – 26 | 29 – 20 |
| RK Poreč              | 69 – 42 | London GD               | 36 – 24 | 33 – 18 |
| Borac Banja Luka      | 45 – 53 | RK Jeruzalem Ormož      | 26 – 20 | 19 – 33 |
| CSM Bucarest          | 51 – 66 | IL Runar                | 25 – 37 | 26 – 29 |
| ZRHK Tenax Dobele     | 49 – 51 | RK Leotar               | 24 – 26 | 25 – 25 |
| Olympiacos H.C. (en)  | 59 – 56 | Fivers Margareten       | 30 – 21 | 29 – 35 |
| ØIF Arendal           | 73 – 59 | Bianco Monte Drama 1986 | 37 – 35 | 36 – 24 |
| Drammen HK            | 70 – 51 | Holon Yuvalim HC        | 35 – 29 | 35 – 22 |
| VHC Šviesa            | 59 – 61 | Raasiku/Mistra          | 34 – 30 | 25 – 31 |
| Beşiktaş JK           | 56 – 53 | RK Dinamo Pančevo       | 34 – 27 | 22 – 26 |
| HK FCC Město Lovosice | 65 – 63 | KH Besa Famgas          | 38 – 28 | 27 – 35 |
| Partizan Belgrade     | 62 – 46 | HC Berchem              | 35 – 24 | 27 – 22 |
| MŠK Považská Bystrica | 52 – 49 | HC Zubří                | 25 – 20 | 27 – 29 |
| Metaloplastika Šabac  | 58 – 60 | MRK Krka                | 30 – 32 | 28 – 28 |
| RK Gračanica          | 61 – 76 | RK Celje                | 35 – 43 | 26 – 33 |
| GRK Ohrid             | 60 – 64 | AHC Potaissa Turda      | 31 – 25 | 29 – 39 |
| RK Alkaloid           | 79 – 62 | HC Klaipėda Dragūnas    | 42 – 31 | 37 – 31 |
| UHK Krems             | 64 – 59 | HV KRAS/Volendam        | 29 – 26 | 35 – 33 |
| Handball Esch         | 55 – 78 | Motor Zaporijjia        | 26 – 32 | 29 – 46 |
| Achilles Bocholt      | 57 – 66 | KH Rahoveci             | 32 – 29 | 25 – 37 |
| BK-46 Karis           | 70 – 49 | SKKP Handball Brno      | 41 – 26 | 29 – 23 |
| Haukar Hafnarfjörður  | 64 – 53 | Riihimäen Cocks         | 35 – 26 | 29 – 27 |
| Minaur Baia Mare      | 91 – 69 | Beykoz BLD SK           | 44 – 30 | 47 – 39 |
| Junior Fasano         | 46 – 77 | AEK Athènes             | 20 – 38 | 26 – 39 |
| Anórthosis Famagouste | 67 – 57 | PAOK Salonique          | 30 – 24 | 37 – 33 |
| Parnassos Strovolou   | 60 – 67 | Kur                     | 31 – 35 | 29 – 32 |
| HC Baki               | 44 – 78 | Lovćen Cetinje          | 21 – 41 | 23 – 37 |

### Troisième tour
| Équipe 1              | Score   | Équipe 2              | Aller   | Retour  |
| --------------------- | ------- | --------------------- | ------- | ------- |
| Drammen HK            | 65 – 51 | RK Leotar             | 33 – 30 | 32 – 21 |
| Põlva Serviti         | 53 – 56 | Beşiktaş JK           | 26 – 24 | 27 – 32 |
| MŠK Považská Bystrica | 54 – 65 | BK-46 Karis           | 28 – 31 | 26 – 34 |
| ØIF Arendal           | 52 – 59 | Diomidis Argous       | 19 – 23 | 33 – 36 |
| AHC Potaissa Turda    | 58 – 59 | Olympiacos H.C. (en)  | 27 – 32 | 31 – 27 |
| SSV Brixen Handball   | 66 – 55 | HK FCC Město Lovosice | 32 – 26 | 34 – 29 |
| UHK Krems             | 45 – 54 | Partizan Belgrade     | 25 – 24 | 20 – 30 |
| RK Poreč              | 45 – 52 | MRK Krka              | 21 – 23 | 24 – 29 |
| KH Rahoveci           | 71 – 73 | Minaur Baia Mare      | 31 – 38 | 40 – 35 |
| Raasiku/Mistra        | 56 – 69 | RK Jeruzalem Ormož    | 30 – 34 | 26 – 35 |
| IL Runar              | 71 – 60 | RK Celje              | 41 – 28 | 30 – 32 |
| Motor Zaporijjia      | 72 – 73 | Izviđač Ljubuški      | 33 – 32 | 39 – 41 |
| Anórthosis Famagouste | 69 – 64 | Pfadi Winterthur      | 37 – 28 | 32 – 36 |
| RK Alkaloid           | 70 – 56 | SG Vienne-Ouest       | 38 – 27 | 32 – 29 |
| Haukar Hafnarfjörður  | 68 – 52 | Kur                   | 30 – 25 | 38 – 27 |
| AEK Athènes           | 86 – 57 | Lovćen Cetinje        | 45 – 26 | 41 – 31 |

### Huitièmes de finale
Les huitièmes de finale ont lieu les 15 ou 16 février (match aller) et les 22 ou 23 février 2025 :
| Équipe 1              | Score   | Équipe 2             | Aller   | Retour  |
| --------------------- | ------- | -------------------- | ------- | ------- |
| IL Runar              | 65 – 64 | Beşiktaş JK          | 35 – 35 | 30 – 29 |
| Drammen HK            | 65 – 70 | Olympiacos H.C. (en) | 35 – 36 | 30 – 34 |
| Partizan Belgrade     | 58 – 50 | AC Diomidis Argous   | 26 – 28 | 32 – 22 |
| AEK Athènes           | 69 – 53 | MRK Krka             | 38 – 28 | 31 – 25 |
| SSV Brixen Handball   | 63 – 82 | RK Alkaloid          | 32 – 44 | 31 – 38 |
| Anórthosis Famagouste | 50 – 55 | Izviđač Ljubuški     | 25 – 25 | 25 – 30 |
| Haukar Hafnarfjörður  | 62 – 49 | RK Jeruzalem Ormož   | 31 – 23 | 31 – 26 |
| Minaur Baia Mare      | 64 – 62 | BK-46 Karis          | 33 – 30 | 31 – 32 |

### Quarts de finale
Les quarts de finale ont lieu les 22 ou 23 mars (match aller) et les 29 ou 30 mars 2025 :
| Équipe 1             | Score            | Équipe 2          | Aller   | Retour  |
| -------------------- | ---------------- | ----------------- | ------- | ------- |
| Minaur Baia Mare     | 56 – 63          | RK Alkaloid       | 31 – 31 | 25 – 32 |
| AEK Athènes          | 46 – 46 7 - 6tab | Partizan Belgrade | 27 – 22 | 19 – 24 |
| Olympiacos H.C. (en) | 60 – 64          | IL Runar          | 37 – 31 | 23 – 33 |
| Haukar Hafnarfjörður | 56 – 60          | Izviđač Ljubuški  | 30 – 27 | 26 – 33 |

### Demi-finales
Les demi-finales ont lieu les 19 ou 20 avril (match aller) et les 26 ou 27 avril 2025.
| Équipe 1    | Score            | Équipe 2         | Aller   | Retour  |
| ----------- | ---------------- | ---------------- | ------- | ------- |
| RK Alkaloid | 71 – 71 3 – 1tab | IL Runar         | 42 – 37 | 29 – 34 |
| AEK Athènes | 61 – 56          | Izviđač Ljubuški | 37 – 28 | 24 – 28 |

### Finale
La finale aller a eu lieu le 18 mai 2025 à Athènes. La finale retour, intialement prévue le 25 mai 2025 à Skopje, a été annulé en raison de préoccupations liées à la sécurité du match,.
Le 5 juin 2025, l'EHF décide que le RK Alkaloid remporte finalement le match retour sur tapis vert (10-0), l'AEK Athènes ayant refusé de jouer la rencontre.
| Équipe 1    | Score   | Équipe 2    | Aller   | Retour |
| ----------- | ------- | ----------- | ------- | ------ |
| AEK Athènes | 25 – 39 | RK Alkaloid | 25 – 29 | 0 – 10 |